# Toronto International Film Festival 2017
Das 42. Toronto International Film Festival fand von 7. bis 17. September 2017 statt. Zehn Tage lang wurden bei dem Filmfestival 340 Filme gezeigt, darunter 147 Weltpremieren. Der Leiter des Festivals ist Piers Handling. Die in den Gala Presentations und Special Presentations gezeigten Filme wurden Ende Juli 2017 bekanntgegeben. Zuletzt war der Kriminalfilm Roman J. Israel, Esq. – Die Wahrheit und nichts als die Wahrheit von Dan Gilroy in das Programm aufgenommen worden.
Mit dem Eröffnungsfilm Borg/McEnroe von Janus Metz und Battle of the Sexes – Gegen jede Regel von Jonathan Dayton und Valerie Faris wurden dort gleich zwei Filme gezeigt, die ehemalige Tennisspieler porträtierten. Weitere vorgestellte Filmbiografien waren I, Tonya von Craig Gillespie, Professor Marston & The Wonder Women von Angela Robinson, Film Stars Don’t Die in Liverpool von Paul McGuigan und Mary Shelley von Haifaa Al Mansour.
Weitere Filme die im Rahmen des Toronto International Film Festivals ihre Weltpremiere feierten waren der Science-Fiction-Thriller Thelma von Joachim Trier und Zwischen zwei Leben von Hany Abu-Assad. Des Weiteren stellte Brie Larson ihre Filmkomödie Unicorn Store vor und Angelina Jolie den Film Der weite Weg der Hoffnung. Darüber hinaus wurden eine Reihe von Regiedebüts vorgestellt, so besuchte der eigentliche Drehbuchautor Aaron Sorkin mit seinem Film Molly’s Game – Alles auf eine Karte das Festival, der aus seinen Motion-Capture-Rollen bekannte Andy Serkis stellte den Film Solange ich atme vor und der Schauspieler Simon Baker den Film Breath.
Filme mit deutscher Beteiligung waren unter anderem Grenzenlos von Wim Wenders, Was werden die Leute sagen von Iram Haq, 3/4 – Drei Viertel von Ilijan Metew, Sommerhäuser von Sonja Maria Kröner, Arrhythmia von Boris Khlebnikov und Good Luck von Ben Russell. Valeska Grisebach stellt im Contemporary World Cinema Competition ihren Film Western vor, der bereits in Cannes seine Premiere feierte, wie auch Aus dem Nichts von Fatih Akin. Filme mit österreichischer Beteiligung waren Happy End von Michael Haneke und Licht von Barbara Albert. Zu den von der Schweiz produzierten Filmen gehörten Of Sheep and Men von Karim Sayad, Die Wächterinnen (Les gardiennes) von Xavier Beauvois und A Skin So Soft (Ta peau si lisse) von Denis Côté.
Mit dem Publikumspreis, der Hauptauszeichnungen des Festivals wurde der Film Three Billboards Outside Ebbing, Missouri von Martin McDonagh geehrt.

## Programm

### Opening Night
- Borg/McEnroe – Janus Metz[5]

### Gala Presentations
- Eleanor & Colette (55 Steps) – Bille August
- Solange ich atme – Andy Serkis
- C’est la vie! – Olivier Nakache
- Chappaquiddick – John Curran

- Darkest Hour – Joe Wright

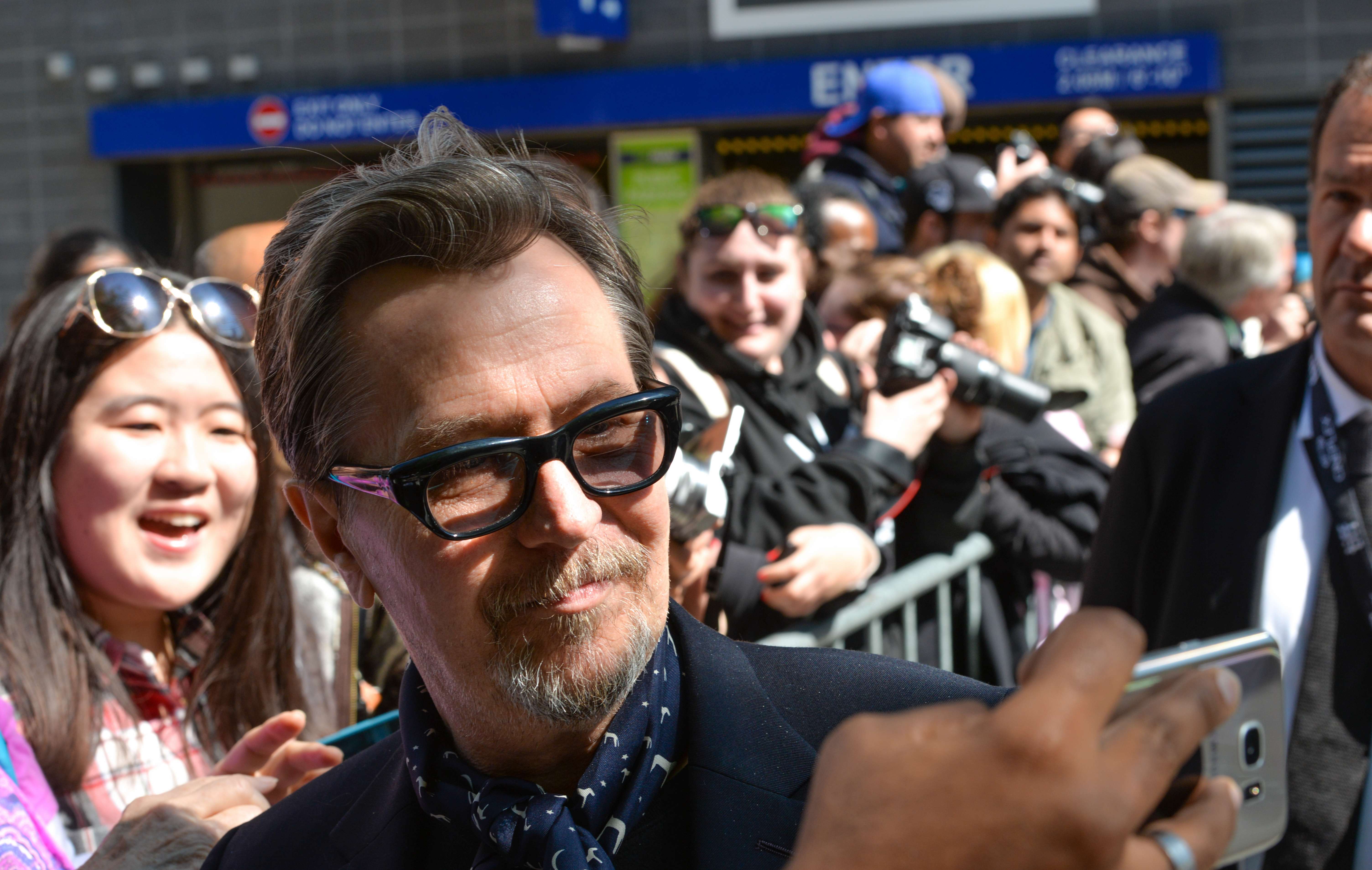
Gary Oldman bei der Vorstellung des Films Darkest Hour

- Film Stars Don’t Die in Liverpool – Paul McGuigan
- Hochelaga, Land of Souls – François Girard
- Kings – Deniz Gamze Ergüven
- Das Leuchten der Erinnerung (The Leisure Seeker) – Paolo Virzì
- Long Time Running – Jennifer Baichwal und Nicholas de Pencier
- Mary Shelley – Haifaa Al Mansour
- Mudbound – Dee Rees
- My Days of Mercy – Tali Shalom Ezer

- Stronger – David Gordon Green
- Three Christs – Jon Avnet

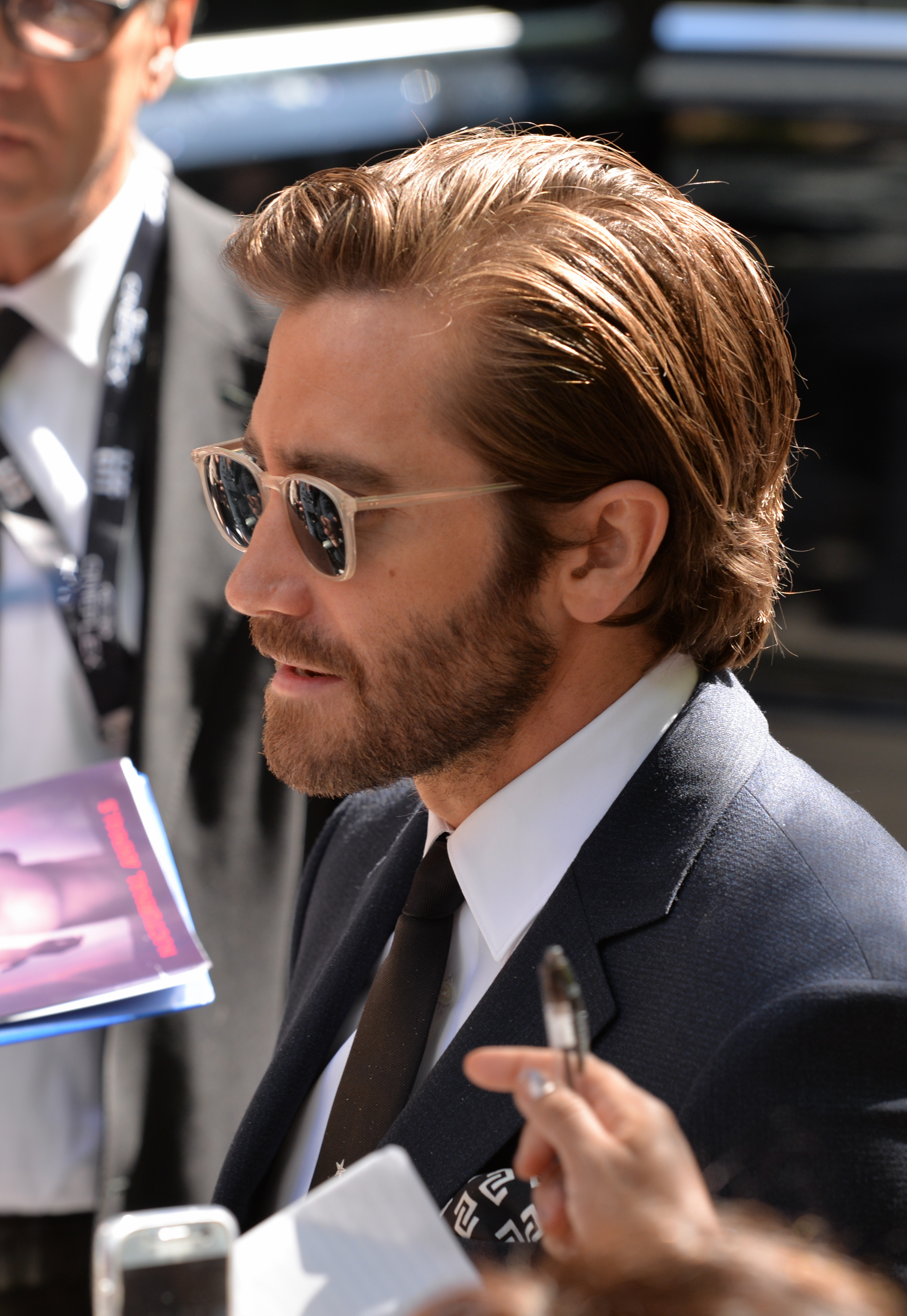
Jake Gyllenhaal bei der Premiere des Films Stronger

- Mein Bester & Ich (The Upside) – Neil Burger
- Die Frau des Nobelpreisträgers (The Wife) – Björn Runge
- Woman Walks Ahead – Susanna White
- Zwischen zwei Leben (The Mountain Between Us) – Hany Abu-Assad

### Special Presentations
- 120 BPM – Robin Campillo

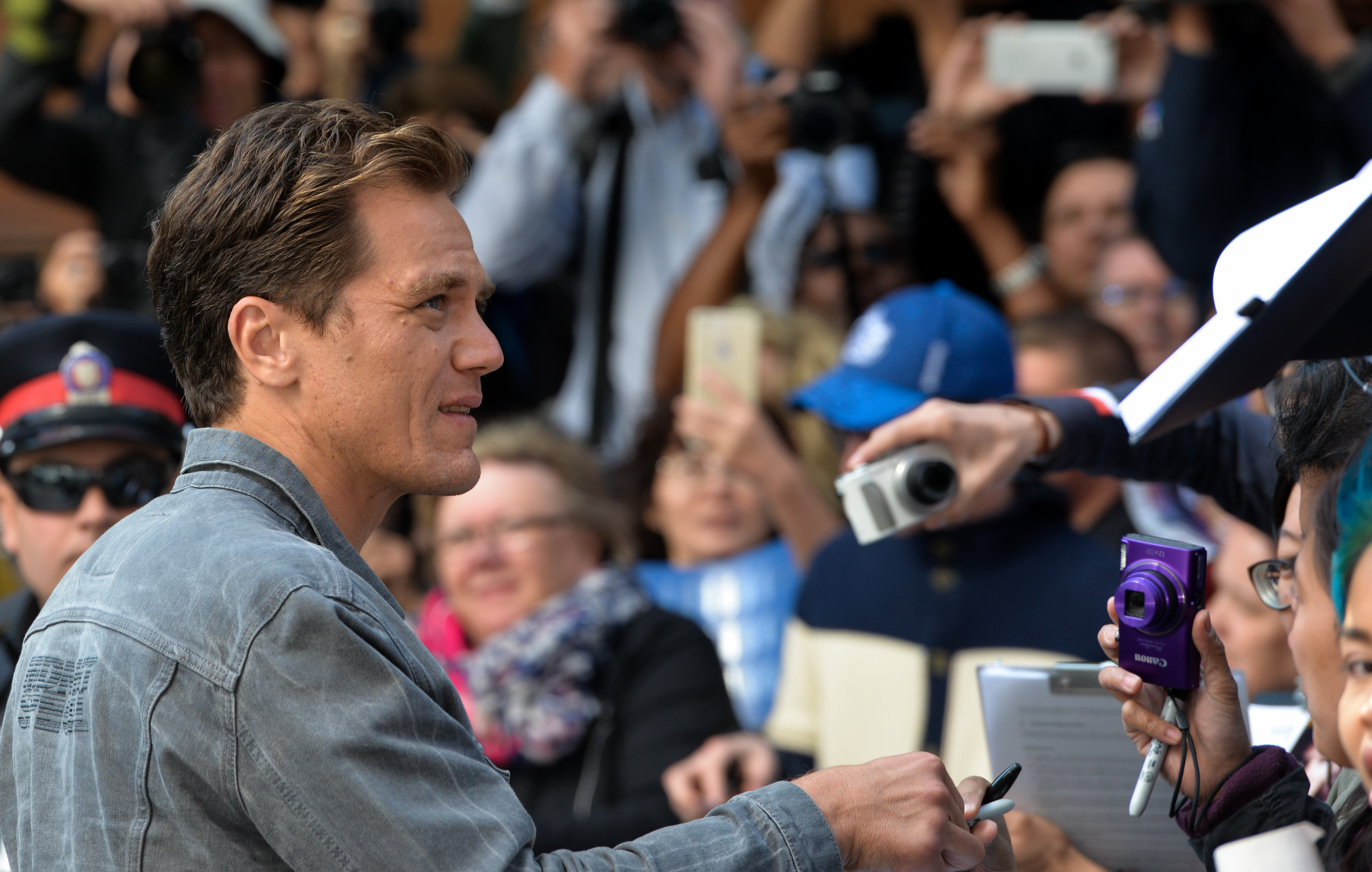
Michael Shannon bei der Premiere des Films Edison – Ein Leben voller Licht

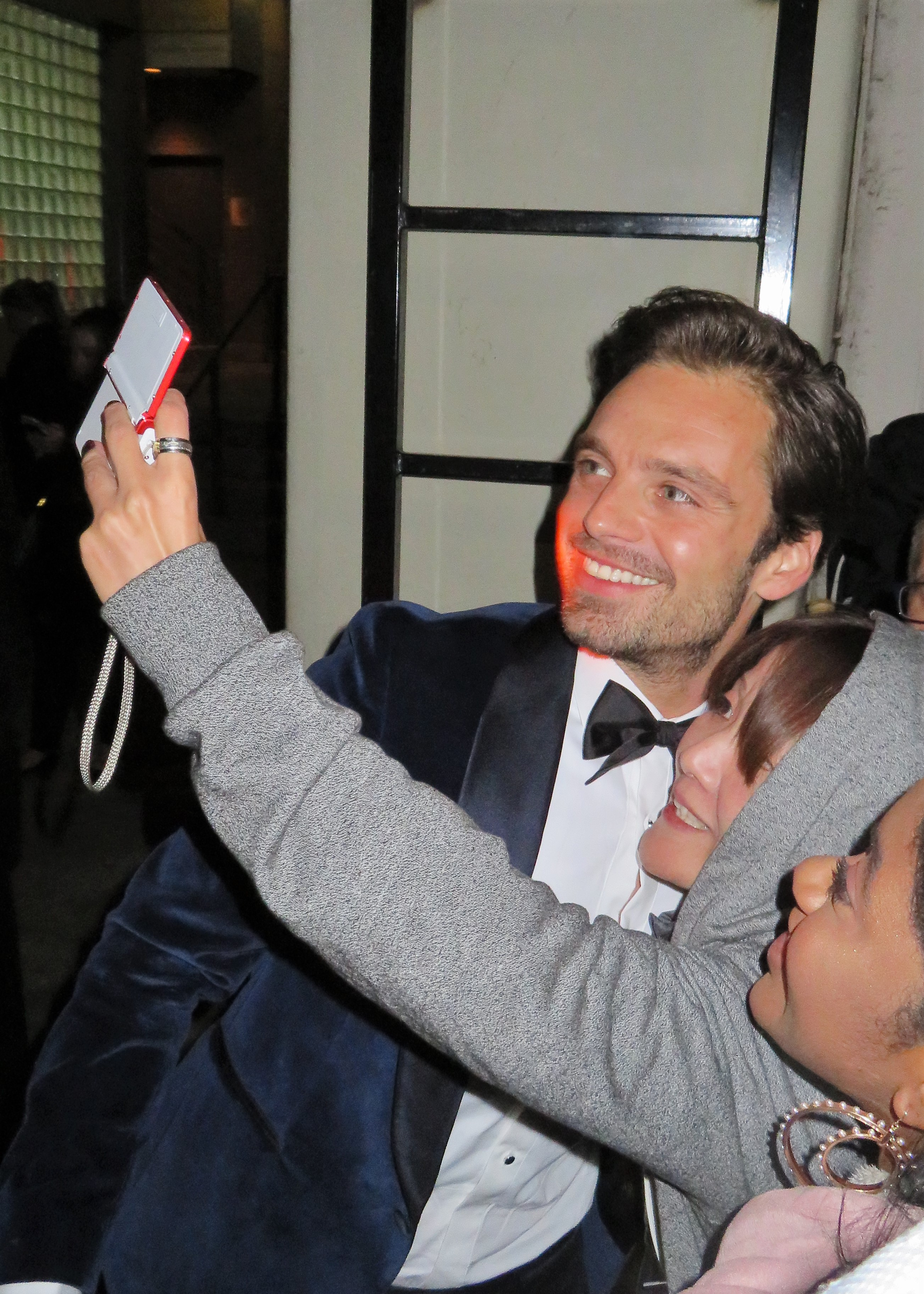
Sebastian Stan bei der Premiere des Films I, Tonya

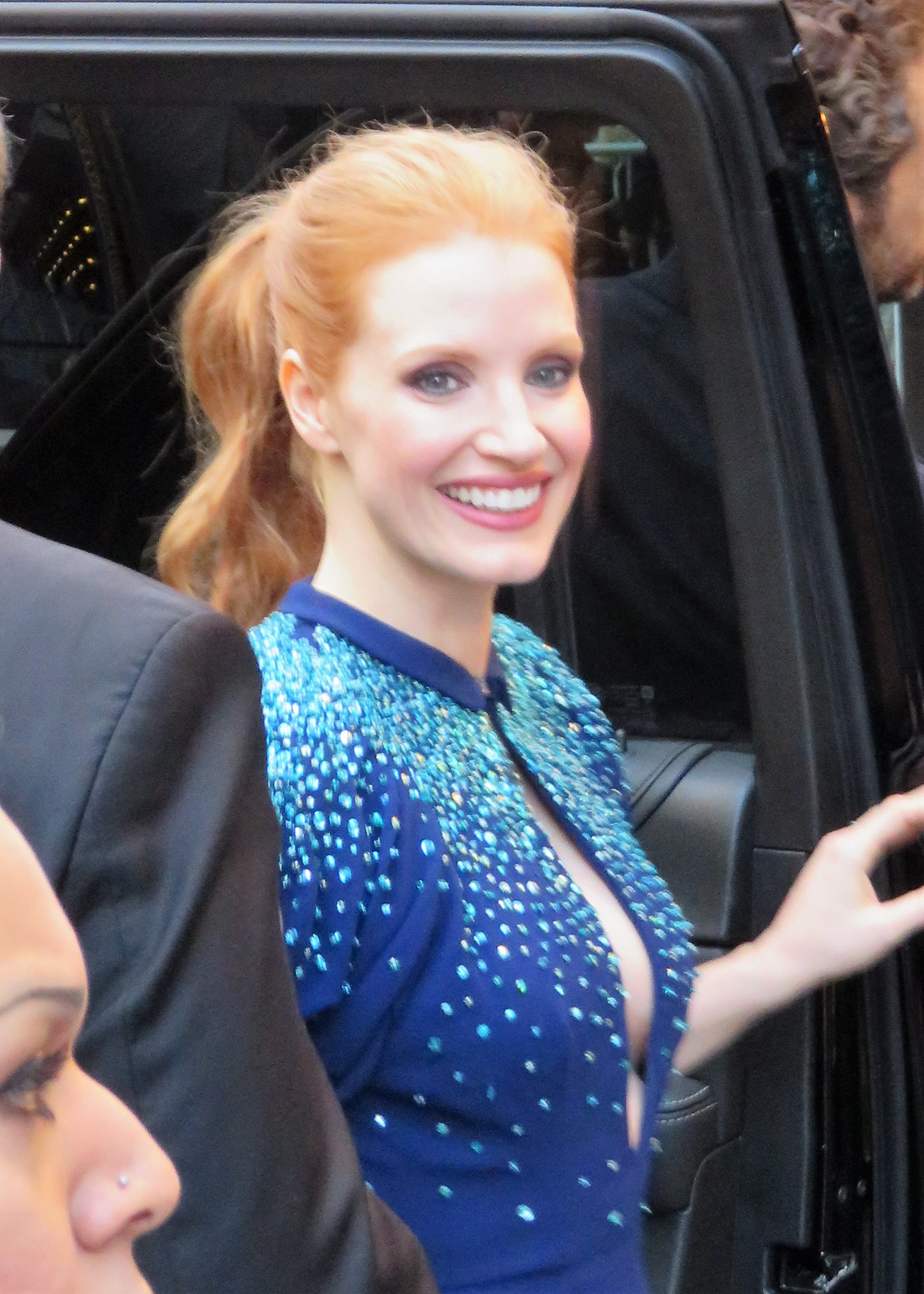
Jessica Chastain bei der Premiere des Films Molly’s Game – Alles auf eine Karte

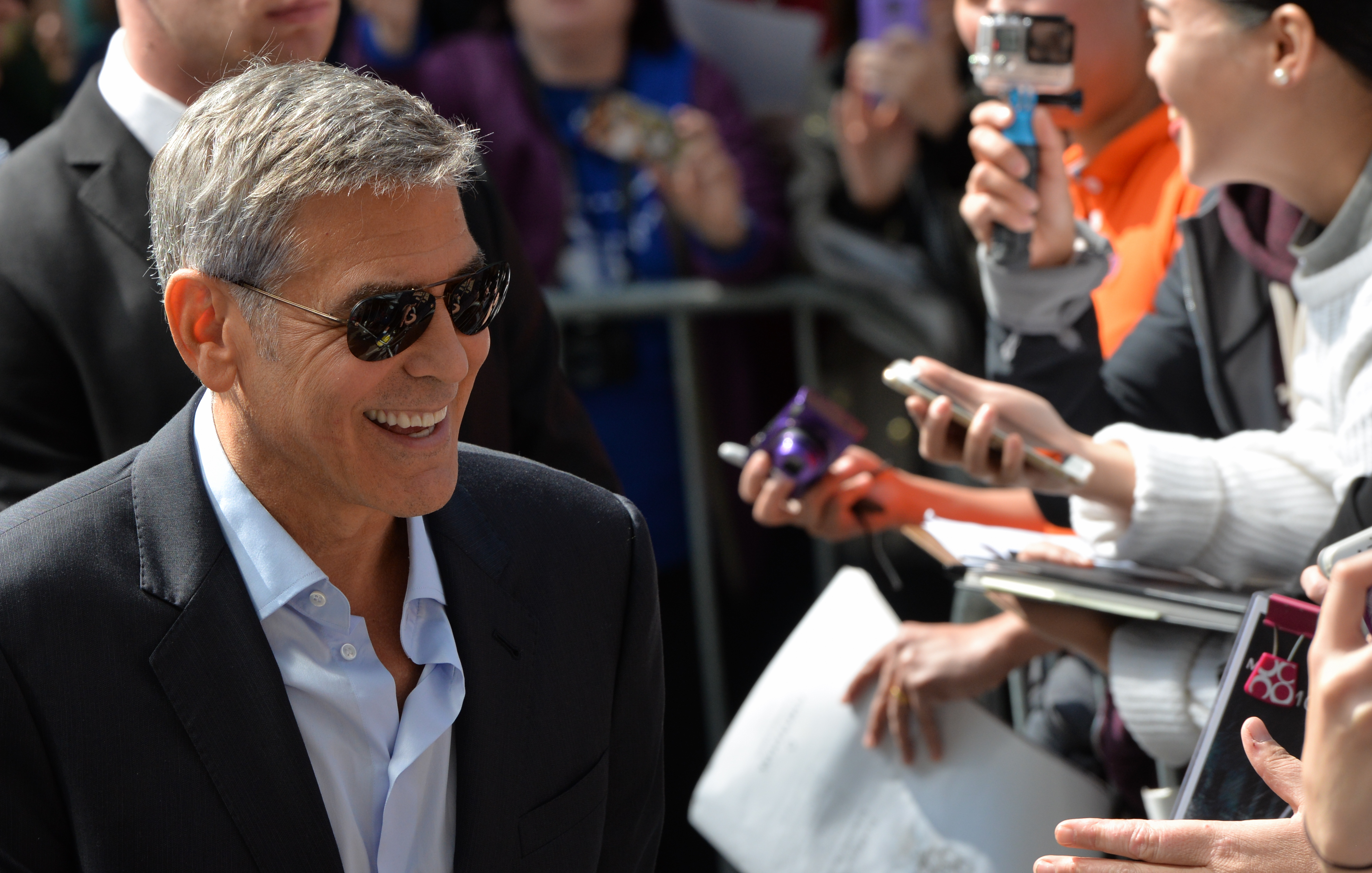
George Clooney bei der Vorstellung des Films Suburbicon

- Aus dem Nichts (Festivaltitel In the Fade) – Fatih Akin
- El Autor (El autor) – Manuel Martín Cuenca
- Battle of the Sexes – Gegen jede Regel – Jonathan Dayton und Valerie Faris
- The Brawler – Anurag Kashyap
- Der Brotverdiener (The Breadwinner) – Nora Twomey
- Call Me by Your Name – Luca Guadagnino
- Catch the Wind – Gaël Morel
- The Children Act – Richard Eyre
- The Conformist (冰之下) – Cai Shangjun
- The Cured: Infiziert. Geheilt. Verstoßen. (The Cured) – David Freyne
- Edison – Ein Leben voller Licht (The Current War ) – Alfonso Gomez-Rejon
- Downsizing – Alexander Payne
- Drei Zinnen (Festivaltitel Three Peaks) – Jan Zabeil
- The Escape – Dominic Savage
- Eine fantastische Frau (Una mujer fantástica) – Sebastián Lelio
- The Florida Project – Sean Baker
- Foxtrot – Der Tanz des Schicksals (Foxtrot) – Samuel Maoz
- Grenzenlos (Submergence) – Wim Wenders
- Der Hauptmann (Festivaltitel The Captain) – Robert Schwentke
- Feinde – Hostiles – Scott Cooper
- The Hungry – Bornila Chatterjee
- I Love You, Daddy – Louis C.K.
- I, Tonya – Craig Gillespie
- Journey’s End – Saul Dibb
- The Killing of a Sacred Deer – Giorgos Lanthimos
- Kodachrome – Mark Raso
- Lady Bird – Greta Gerwig (Special Presentations Opening Film )
- Lean on Pete – Andrew Haigh
- Loving Pablo – Fernando León de Aranoa
- Manhunt – John Woo
- Marrowbone – Sergio G. Sánchez
- Michael Jackson’s Thriller 3D – John Landis
  - Making of Michael Jackson’s Thriller – Jerry Kramer
- Molly’s Game – Alles auf eine Karte – Aaron Sorkin
- mother! – Darren Aronofsky
- Novitiate – Maggie Betts
- Number One (Numéro Une) – Tonie Marshall
- Omerta – Hansal Mehta
- On Chesil Beach – Dominic Cooke
- Outside In – Lynn Shelton
- Papillon – Michael Noer
- Plonger – Mélanie Laurent
- The Price of Success – Teddy Lussi-Modeste
- Professor Marston & The Wonder Women – Angela Robinson
- Racer and the Jailbird – Michaël R. Roskam
- Radiance (Hikari) – Naomi Kawase
- Le redoutable (Festivaltitel Redoubtable) – Michel Hazanavicius
- The Rider – Chloé Zhao
- Roman J. Israel, Esq. – Die Wahrheit und nichts als die Wahrheit – Dan Gilroy
- A Season in France – Mahamat-Saleh Haroun
- The Secret Man (Mark Felt: The Man Who Brought Down the White House) – Peter Landesman
- The Shape of Water – Guillermo del Toro
- Sheikh Jackson – Amr Salama (Special Presentations Closing Film)
- The Square – Ruben Östlund
- Suburbicon – George Clooney
- Thelma – Joachim Trier
- Three Billboards Outside Ebbing, Missouri – Martin McDonagh
- Ungehorsam (Disobedience) – Sebastián Lelio
- Unicorn Store – Brie Larson
- You Disappear (Du Forsvinder) – Peter Schønau Fog
- Youth (Fāng Huá) – Feng Xiaogang
- Victoria & Abdul – Stephen Frears
- Die Wächterinnen (Les gardiennes) – Xavier Beauvois
- Der weite Weg der Hoffnung (First They Killed My Father) – Angelina Jolie
- Who We Are Now – Matthew Newton

### TIFF Docs (Auswahl)

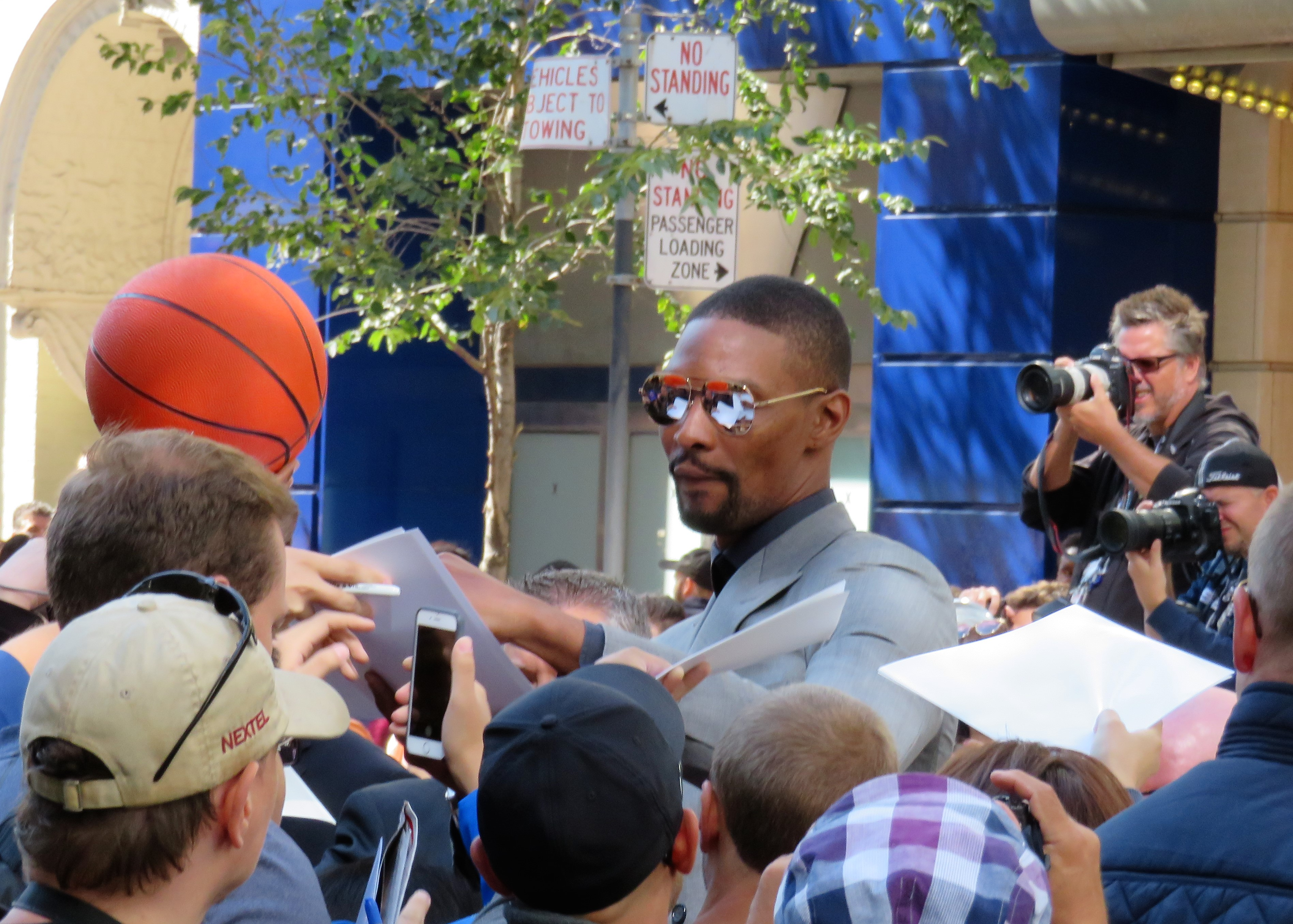
Chris Bosh bei der Premiere des Films The Carter Effect

Im Rahmen der Sektion TIFF Docs wurden Dokumentarfilme vorgestellt.
- Die Legende vom hässlichen König – Hüseyin Tabak

- The Carter Effect – Sean Menard
- Cocaine Prison – Violeta Ayala
- Eric Clapton: Life in 12 Bars – Lili Fini Zanuck
- EX LIBRIS – Die Public Library von New York (Ex Libris: The New York Public Library) – Frederick Wiseman
- The Final Year – Greg Barker
- Jane – Brett Morgen
- Scotty and the Secret History of Hollywood – Matt Tyrnauer
- Silas – Hawa Essuman und Anjali Nayar
- Super Size Me 2: Holy Chicken! – Morgan Spurlock
- There Is a House Here – Alan Zweig

### Contemporary World Cinema (Auswahl)
- Alanis – Anahí Berneri
- Les Affamés – Robin Aubert
- Ana, mon amour – Călin Peter Netzer
- Arrhythmia – Boris Chlebnikow
- Beyond Words – Urszula Antoniak
- Black Kite – Tarique Qayumi
- Breath – Simon Baker
- Don’t Talk to Irene – Pat Mills
- Félicité – Alain Gomis
- Ga’agua (Festivaltitel Longing) – Savi Gavison
- Le grand méchant renard et autres contes (Festivaltitel The Big Bad Fox & Other Tales) – Benjamin Renner und Patrick Imbert
- Innen Leben (Insyriated) – Philippe Van Leeuw
- Jia Nian Hua (Festivaltitel Angels Wear White) – Vivian Qu
- Körper und Seele (OT Teströl és lélekröl, Festivaltitel On Body and Soul) – Ildikó Enyedi
- Auf der Suche nach Oum Kulthum – Shirin Neshat
- Meditation Park – Mina Shum
- Porcupine Lake – Ingrid Veninger
- Public Schooled – Kyle Rideout
- Pyewacket – Adam MacDonald
- Samui Song – Pen-Ek Ratanaruang
- Tulipani: Liefde, Eer en een Fiets (Festivaltitel Tulipani, Love, Honour and a Bicycle) – Mike van Diem
- Verónica – Spiel mit dem Teufel (Verónica) – Paco Plaza
- Western – Valeska Grisebach

### Discovery (Auswahl)
In der Sektion Discovery wurden Filme mit zukunftsorientierter Ausrichtung gezeigt.
- One Percent – Streets of Anarchy (1 %) – Stephen McCallum
- 3/4 – Drei Viertel (¾) – Ilijan Metew
- All You Can Eat Buddha – Ian Lagarde
- AVA – Sadaf Foroughi
- Apostasy – Daniel Kokotajlo
- Black Cop – Cory Bowles
- Die Sinnlichkeit des Schmetterlings (The Butterfly Tree) – Priscilla Cameron
- Cardinals – Grayson Moore und Aidan Shipley
- Disappearance – Ali Asgari
- A Fish Out Of Water – Lai Kuo-An
- Five Fingers For Marseilles – Michael Matthews
- Gutland – Govinda Van Maele
- Luk’Luk’I – Wayne Wapeemukwa
- Mary Goes Round – Molly McGlynn
- Never Steady, Never Still – Kathleen Hepburn
- Sommerhäuser (Festivaltitel: The Garden) – Sonja Maria Kröner
- A Worthy Companion – Carlos Sanchez und Jason Sanchez

### Next Wave
Die Filme in der Sektion Next Wave sind auf ein jüngeres Publikum ausgerichtet.
- AVA – Sadaf Foroughi
- Call Me by Your Name – Luca Guadagnino
- Dark – Baran bo Odar
- High Fantasy – Jenna Bass
- Killing Jesus – Laura Mora
- Lady Bird – Greta Gerwig
- Scaffolding – Matan Yair
- Sheikh Jackson – Amr Salama
- The Rider – Chloé Zhao
- Unicorn Store – Brie Larson
- Was werden die Leute sagen (Hva vil folk si) – Iram Haq
- Youth – Feng Xiaogang

### Wavelengths
In der Sektion Wavelengths wurden Kurzfilme und Dokumentarfilme vorgestellt.
- Heart of a Mountain – Parastoo Anoushahpour, Ryan Ferko und Faraz Anoushahpour
- Palmerston Blvd. – Dan Browne
- Prototype – Blake Williams
- Scaffold – Kazik Radwanski
- A Skin So Soft (Ta peau si lisse) – Denis Côté
- Some Cities – Francesco Gagliardi
- Turtles Are Always Home – Rawane Nassif

### Midnight Madness
In der Sektion Midnight Madness wurden Action-, Horror- und Fantasyfilme vorgestellt.
- Bodied – Joseph Kahn
- Brawl in Cell Block 99 – S. Craig Zahler
- The Crescent – Seth A. Smith
- The Disaster Artist – James Franco
- Downrange – Ryūhei Kitamura
- Great Choice – Robin Comisar
- Let the Corpses Tan – Hélène Cattet und Bruno Forzani
- Mom and Dad – Brian Taylor
- Revenge – Coralie Fargeat
- The Ritual – David Bruckner
- Vampire Clay – Sôichi Umezawa

### Masters
- Die andere Seite der Hoffnung (The Other Side of Hope) – Aki Kaurismäki
- Augenblicke: Gesichter einer Reise (Visages Villages, Festivaltitel Faces Places) – JR und Agnès Varda
- The Day After – Hong Sang-soo
- First Reformed – Paul Schrader
- Happy End – Michael Haneke
- The House by the Sea – Robert Guédiguian
- Loveless – Andrei Swjaginzew
- Our People Will Be Healed – Alanis Obomsawin
- Rainbow – A Private Affair – Paolo and Vittorio Taviani
- The Third Murder – Hirokazu Koreeda
- Zama – Lucrecia Martel

### Platform

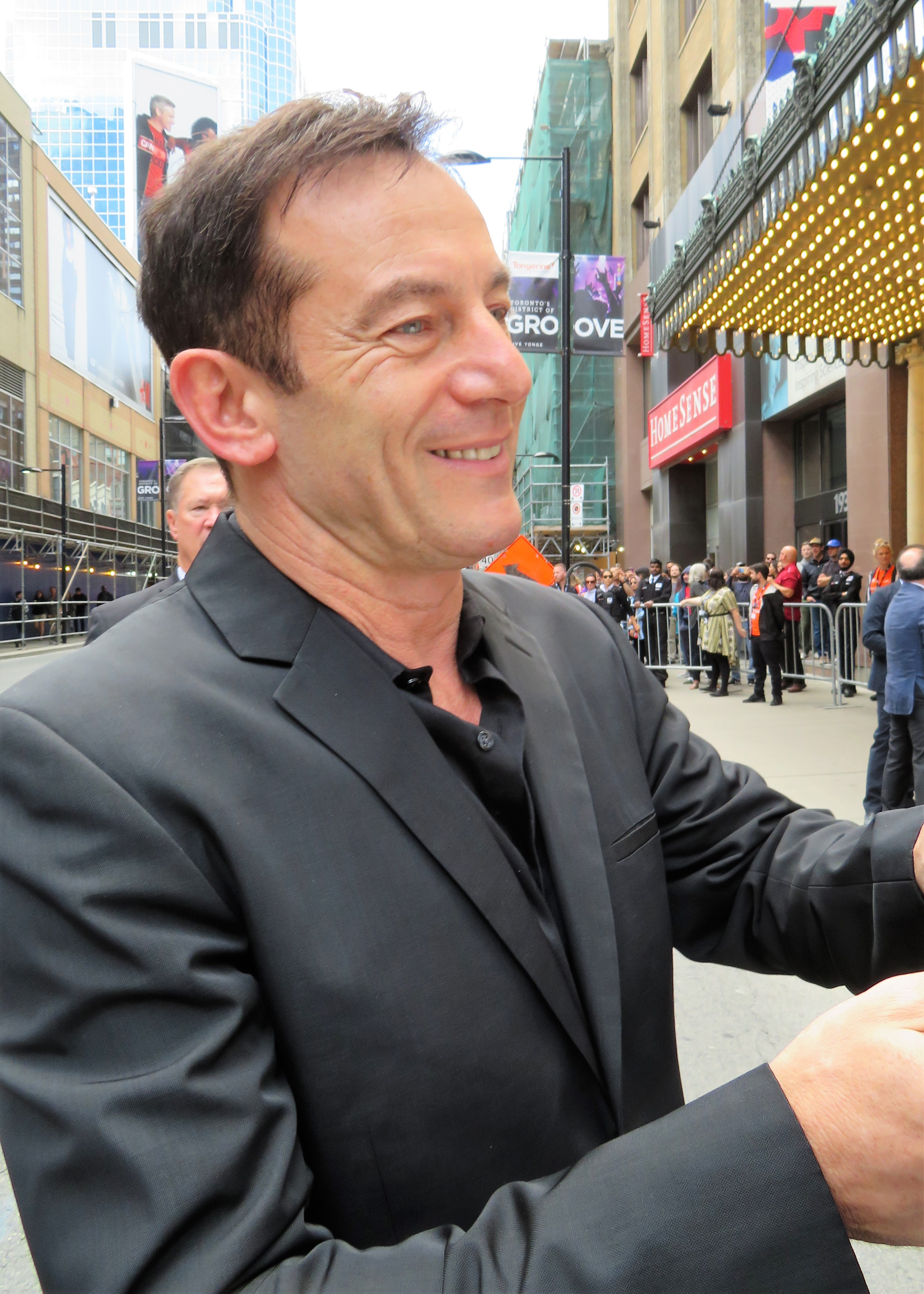
Jason Isaacs bei der Premiere des Films The Death of Stalin

Die Sektion Platform ist auf die Arbeit der Regisseure fokussiert.
- Beast – Michael Pearce
- Im Zweifel glücklich – Mike White
- Dark River – Clio Barnard
- The Death of Stalin – Armando Iannucci (Platform Opening Film)
- Euphoria – Lisa Langseth
- Nach dem Urteil (Festivaltitel Custody) – Xavier Legrand
- Licht (auch Mademoiselle Paradis) – Barbara Albert
- Razzia – Nabil Ayouch
- The Seen and Unseen – Kamila Andini
- Si tu voyais son coeur (Festivaltitel If You Saw His Heart) – Joan Chemla
- Sweet Country – Warwick Thornton (Platform Closing Film)
- Was werden die Leute sagen (Hva vil folk si) – Iram Haq

### TIFF Kids
Im Rahmen von TIFF Kids wurden Kinderfilme gezeigt.
- Le grand méchant renard et autres contes (Festivaltitel The Big Bad Fox & Other Tales) – Benjamin Renner und Patrick Imbert
- I Kill Giants – Anders Walter
- Der Brotverdiener (The Breadwinner) – Nora Twomey

### TV: Primetime
In der Sektion TV: Primetime wurden neue Fernsehserien oder neue Folgen daraus vorgestellt.
- Alias Grace
- Dark
- The Deuce
- The Girlfriend Experience
- Under Pressure

## Auszeichnungen
- Grolsch People’s Choice Award: Three Billboards Outside Ebbing, Missouri von Martin McDonagh[12]
- Grolsch People’s Choice Award first runner-up: I, Tonya von Craig Gillespie
- Grolsch People’s Choice Award second runner-up: Call Me by Your Name von Luca Guadagnino
- Publikumspreis in der Sektion Midnight Madness: Bodied von Joseph Kahn
- Publikumspreis in der Sektion Documentary: Augenblicke: Gesichter einer Reise (Festivaltitel Faces Places) von Agnès Varda und JR
- International Platform Award: Sweet Country von Warwick Thornton
- Prize of the International Federation of Film Critics (FIPRESCI) in der Sektion Discovery: AVA von Sadaf Foroughi
- NETPAC Award for World or International Asian Film Premiere: The Great Buddha+ von Huang Hsin-yao
- Best Canadian Short film: Pre-Drink von Marc-Antoine Lemire
- Best Short Film: The Burden von Niki Lindroth von Bahr
- Best Short Film, Honourable Mentions: The Tesla World Light von Matthew Rankin; Xiao Cheng Er Yue. von Qiu Yang
- Best Canadian First Feature: Luk’ Luk’l von Wayne Wapeemukwa
- Best Canadian Feature: Les Affamés von Robin Aubert